# Трећи крсташки рат
Трећи крсташки рат трајао је од 1189. до 1192. године и покренуло га је Саладиново освајање Јерусалима 1187. године. Крсташи нису успели да освоје Јерусалим и поход се окончао договором да Јерусалимској краљевини остане обала од Тира до Јопе и да хришћани имају слободан приступ Јерусалиму.

## Оријент и повод за рат
Године 1174. умире Амалрик, владар Краљевине Јерусалимске. Наследио га је малолетни син Балдуин IV. Упркос лепрозности, Балдуин успева да одбрани краљевство и уједини бароне. Са само 17 година побеђује Саладина у бици код Монгисара са изузетно малим бројем људи. Нешто касније већ тешко болесни краљ успоставља мир са Саладином који неће потрајати дуго. Рене од Шатијона, барон који је претходно стекао земљу и моћ женидбом, напада арапске трговачке и ходочасничке караване. Жељан Арапске крви нарушава ионако крхки мир. Рене је са својим малим војним снагама (Темпларима) покушао напад на Меку, што је био један од повода да Саладин реагује. Прво је напао Керак (Ренеов замак), међутим сплетом чудних околности, Саладин убрзо одустаје од опсаде и окреће се ка Јерусалиму.

### Пропаст краљевине
Краљ Балдуин IV умире 1185. Ги Лизињан женидбом са краљевом сестром Сибилом, постаје краљ. Како се Саладин приближио Јерусалиму, Ги окупља моћну војску, заправо оно најјаче што су хришћани могли да пруже. Упркос противљењу неких од крсташа долази до битке код Хитина 1187.
Ги није имао квалитете једног војсковође или владара. Он је био лепа појава, лепог стаса без неких посебних квалитета. Као такав није могао водити битку против Саладина на отвореном пољу без извора воде. Ги Лизињан је по многим историчарима крив за пропаст Јерусалимске краљевине. Уморни крсташи без воде лутали су пустињом све до Хитинског кланца гдје се одиграла битка. Муслимани су запалили све око крсташа и нападали стрелама, тек кад је ватра стала кренули су у директну борбу са хришћанима. Иако уморни крсташи успевају да пруже Арапима борбу вредну краљева али недовољну за победу. Битка се завршава Саладиновом победом, падом краљевине и погубљењем многих војника међу којима је био и Рене од Шатијона. Коначно пада Јерусалим 2. октобра 1187. након дуге опсаде. Одбрану је водио Балијан од Ибелина који је успео да преговорима са Саладином плати откуп за хришћанско становништво у граду.
Пад Јерусалима постаје повод за нови крсташки рат.

## Покретање рата
Јерусалим, свети град, након скоро 100 година пао је поново у муслиманске руке. У кратком периоду Јерусалимска краљевина је распарчана. У крсташким рукама остало је још неколико приобалних утврђења заједно са градом Тир и Антиохијском кнежевином која је сведена на ужи дио око града. Вести о паду крсташке државе, у Европи су представљене са згражањем према муслиманима.
То је изазвало бурне реакције на папском двору. Папа Гргур VIII, позива на још један поход против неверника који је требало да буде трећи по реду.
Саладин је ослободио јерусалимског краља Гија сматрајући га неспособним и надајући се да ће његов долазак довести до сукоба међу хришћанима у Тиру. Конрад од Монферата, међутим, није пристао да краља пусти у град. Ги се нашао пред затвореним капијама. Због тога је Ги решио да сам освоји град за себе. Одлучио се за Акру, други по значају град и најзначајнију луку у некадашњој краљевини. Окупивши око себе пристигле ходочаснике и све преживеле племиће, Ги је опсео град. Хришћанска армија била је четири пута слабија од градског гарнизона, а иза крсташа је логоре подигао Саладин. Управо тада је пристигло неколико ђеновљанских и венецијанских ескадри, а убрзо и око 500 фризијских, фламанских и данских крсташа. Снаге су сада биле изједначене.
Дошло је и до династичких сукоба око јерусалимске круне. Према франачком праву које је поштовано у Сирији, Ги је, као муж принцезе Сибиле, полагао право на круну. Томе се супротставио Конрад од Монферата који је на својој страни имао већину барона. Конрадове присталице развеле су другу ћерку краља Амалрика, Изабелу, и удали је за Конрада прогласивши га за краља. Конрада нису прихватиле Гијеве присталице.

## Фридрих I Барбароса
Фридрих I Барбароса немачки цар, први је прихватио позив за свети рат. Барбароси ово није био први пут да ставља крст на себе. Он је то учинио 1147. године када је Немачку водио његов стриц Конрад III. Барбароса није чекао друге вође, већ је кренуо 1188. на дуг пут преко копна до Константинопоља. Повео је огромну војску која је бројала око 100.000 људи, од којих чак 20.000 до 25.000 витезова. Била је то највећа сила која се икад упустила пут Јерусалима. Уз толику армију то је био тежак пут кроз Балкан.
У свом пролазу преко територија Србије, сусрео се у Нишу са великим жупаном Стефаном Немањом, 27.јула 1189.године. Преговарали су о условима проласка царске војске, разговору је присуствовао и немањин брат Страцимир.
Како Србија је била у то време у рату са Византијом, и Стефан је предлагао Барбароси војну помоћ у Kрсташком походу од неколико хиљада војника. За узврат је тражио да се признају сва његова дотадашња и сва будућа освајања. Након састанка Стефана Немање и Фридриха Барбаросе, крсташи су наставили свој поход ка Блиском Истоку.
Крсташи су наредне године стигли пред капије Цариграда. Византијски цар је имао савез са Саладином тако да није хтио да пребаци крсташе у Анадолију. Међутим огромна војска је била директна претња самом граду, па стога Византинци ипак пропуштају Немце. У Анадолији, Килиџ Арслан II, Иконијски султан, жели освету за крсташка дејства у претходним ратовима те из више наврата напада Барбаросу. 1190. године крсташи под Брбаросом остварују прве победе у новонасталом походу.
Пуни морала, али уморни од пута крсташи се заустављају код реке Салеф. По једном предању Фридрих I Барбароса је сјахао са коња и ушао у реку да се расхлади, али пошто је био већ доста стар, вода га је понела. Због тешког оклопа није могао да плива те се угушио. Савремени историчари верују да му је срце отказало након што је загрејан ушао у хладну реку. Након цареве смрти, настао је хаос у крсташком табору. Мали део војске се успешно вратио кући, док је већина десетковане армије поубијана од стране Турака. Фридрих VI Швапски је са својим одредом наставио пут ка Акри. То је био крај за Барбаросину кампању.

## Ричард и Филип
Филип II Август и Хенри II Плантагенет прекидају сукобе 1189. због предстојећег ходочашћа. Нешто касније умире краљ Хенри, а наслеђује га Ричард I Лавље Срце. Ричард је био велики пустолов, храбар и сналажљив војсковођа. Њега нису занимали краљевски послови, већ само рат. Зато, уместо свог оца, он прима крст и заједно са Филипом креће у поход. Држава је годину дана тешко сакупљала порезе за рат, да би коначно 31. јула 1190. Ричард стигао у Марсељ. Ту су се одиграли последњи важни преговори за крсташки рат између Филипа и Ричарда. Односи два краља су били прилично затегнути, али су најзад постигли договор. Филип је први дошао у Ђенову, гдје је имао договор са Дуждом да се Филипови крсташи пребаце бродовима на тло свете земље. Ричард је остао у Марсељу чекајући Енглеску флоту. Флота, која је ишла из Лондона случајно се зауставља Лисабонуу где остају извесно време. Након што је дошла у Марсељ, Ричард је већ био отпутовао. Ричард је унајмио ново бродовље. Један дио те флоте је послан за Тир као претходница, а он је наставио пут једрењем уз обалу Италије. Једрећи стигао је на Сицилију у Месину. Ричард је имао неких несугласица са Сицилијански краљем Танкредом од Лечеа, па је хтио да заузме Сицилију што не би био лош стратешки потез. Кап која је прелила чашу јесте инцидент који је направио Танкредо. Он је наиме затворио Ричардову сестру Јовану у Палерму. Ричард је без оклевања показао своју моћ и способност ратовања те потпуно заузео Сицилију и ослободио сестру 4. октобра 1190. Филип се отисну са Сицилије 30. марта 1191. Ричард је 10. априла отпловио за Кипар. Након једне веће олује, неколико десетина крсташа се удавило, а међу бродовима које је захватила олуја био је и брод са Јованом и Беренгалијом (Ричардова жена). Кипрани, на челу са Исаком Комнинм заробили су неколико преживелих војника, али не и Јовану и Беренгалију. Ричард је са остатком војске пристао нешто касније и отпочео преговоре са Исаком(Кипарски самодекламовани цар). Након неуспелих преговора Енглези су се спремили за борбу. За мање од једног дана, Ричард је још једном показао своје ратне вештине и заузео Кипар. Ту се Ричард нагло обогатио на рачун имућног Кипра. Након што је сређено стање на Кипру, Ричард је заплавио ка Акри. У то време, 20. маја 1191, Филип је већ био пред вратима Акре.

## Освајање Акре
Филип је пред Акру стигао први (10. априла). Ричард је у то време заузимао Кипар те је пред Акру стигао тек 7. јуна. Акра се предала 12. јула. Крсташи су ушли у град. Саладин је то могао и видети са брежуљака источно од Акре. У сукобу око престола, Ричард је подржао Гија са којим је склопио савез још на Кипру, а Филип његовог противника Конрада. Спор је решен на скупштини барона. Круну је сачувао Ги, а Конрад је изабран за наследника. Пошто је та ствар била решена, Филип је одлучио да се врати у Француску остављајући Ига Бургундијског на челу француских снага. Ричард је пред Акром извршио покољ. Побио је 3000 муслимана.

## Ричардови напади на Јерусалим
Након одласка Филипа Ричард преузима водећу улогу међу хришћанима у Светој земљи. Предузео је освајање обалних градова, од Акре до Аскалона. Саладинови напади нису разбили крсташу колону. Султан је одлучио да га заустави пред Арсуфом. Ситуација пред битку је за крсташе била слична оној код Хатина 1187. године. Међутим, крсташе је сада предводио далеко способнији војсковођа. Крсташка победа била је потпуна. Саладин након Арсуфа није предузимао нападе на крсташку војску већ се задовољио евакуацијом муслимана из приморских градова, рушењем њихових бедема и пустошењем земље. Крсташка војска стигла је у близину Јерусалима када је Ричард неочекивано наредио повлачење и отпочео са преговорима. Разлог за то биле су стратешке прилике. Крсташка војска нашла се одсечена од остатка хришћанске Сирије, а муслиманска војска била је бројно надмоћна.
Преговори су се отегли те је Ричард јуна 1192. године поново покренуо марш ка Јерусалиму. И овога пута стигао је надомак Светог града, али је одустао од опсаде. Јула 1192. године упутио се ка Бејруту остављајући слаб гарнизон у Јафи. Саладин га је напао. Јафа је била спремна на предају када је пред град стигао енглески краљ кога су превезли ђеновљански бродови. Саладин је побегао, а Ричард је подигао логор баш на месту где је боравио ајубидски султан. Петог октобра Саладин је напао крсташе пред Јафом. Његова војска потпуно је поражена. Ричард је потом закључио са Саладином мир јер су у његовом одсуству француски краљ Филип и Ричардов брат Јован без Земље черупали плантагенетско краљевство.

## Мир
Миром у Јафи крсташки градови на обали добијају извесну сигурност. Формирана је крсташка држава, истина са малом територијом дуж обале између Бејрута и Јафе. Припадали су јој градови Тир, Хаифа, Цезареја, Арсуф, Јафа, Лида и Рамла. Престоница је био град Акра са Хенријем II од Шампање као краљем. Конрад је неколико месеци раније погинуо у атентату асасина. Хенри је носио титулу краља Јерусалима иако је град био у муслиманским рукама. Ходочасници су добили право да посећују света места у Јерусалиму без ношења оружја. Миром у Јафи су муслимани по први пут признали постојање неке крсташке државе.

## Последице
Трећи крсташки рат први је свети рат завршен мировним споразумом. Противници су схватили да треба да уважавају једни друге. Било је преговора и око склапања брака између Ричардове сестре и Саладиновог брата Малик ел Адила. Саладин је након завршетка рата намеравао да отпутује у Меку да захвали богу на завршетку рата. У томе га је спречила смрт. Умро је у Дамаску у ноћи између 3. и 4. марта.
Франци у Светој земљи су након склапања мира у Јафи живели у добрим односима са Саладиновим наследницима. Краљ Хенри је склопио мир и са асасинским владаром који је наредио убиство Конрада од Монферата. Чак га је и посетио у његовој престоници. Хенри је одржавао пријатељске односе и са Малик ел Адилом. Мир је накратко прекинут крсташким ратом из 1197. године кога је покренуо наследник Фридриха Барбаросе, Хенрик VI. Током овог рата погинуо је Хенри од Шампање. Пао је са прозора свог дворца у Акри. Наследио га је Амалрик II, брат и наследник Гија. Амалрик је са Маликом закључио мир под повољним условима.
Две године након завршетка рата из 1197. године, моћни папа Иноћентије III започео је са проповедањем новог крсташког рата. Међутим, захваљујући млетачком дужду Енрику Дандолу, рат је скренуо са свог пута и завршио се крсташким освајањем Цариграда 1204. године. Уништивши моћ Византије, победници из 1204. године нису је заменили никаквом другом моћном творевином. Мноштво вештачких крсташких држава створених на територији Византије нису представљали никакву силу. Њихово стварање франачку Сирију лишило је имиграције на коју је нормално рачунала. Мир у Светој земљи је, међутим, потрајао још дуги низ година. Прекинуће га 1217. године Леополд VI, војвода Аустрије и Андрија II, краљ Угарске, који ће покренути Пети крсташки рат. Рат је завршен поразом хришћанске војске.